# Средняя Шушь
Средняя Шушь (хак. Ортын сус) — село в Шушенском районе Красноярского края. Входит в Субботинский сельсовет.

## Географическое положение
Село находится в 2 км к юго-западу от центра сельсовета — села Субботино, в устье реки Средняя Шушь.

## История
Средняя Шушь основана переселенцами в 1855 году. В селе живет община старообрядцев-беспоповцев часовенного согласия.

## Население
| 2010 |
| ---- |
| 500  |

Гендерный состав
По данным Всероссийской переписи населения 2010 года в гендерной структуре населения мужчины составляли 48,4 %, женщины — 51,6 %.
Национальный состав
Согласно результатам переписи 2002 года, в национальной структуре населения русские составляли 93 %.

## Достопримечательности
- Объект культурного наследия регионального значения «Ворота усадьбы (дерево)», XX век[6]
- Православный храм Святой Троицы[7]